# مؤسسة نفق إلى أبراج
مؤسسة نفق الأبراج هي منظمة خيرية تأسست تكريمًا لرجل الإطفاء ستيفن سيلر من إدارة الإطفاء في نيويورك ، والذي قُتل في 11 سبتمبر 2001، خلال هجمات 11 سبتمبر. تعمل المؤسسة كمنظمة غير ربحية معفاة من الضرائب 501 (ج) (3) وتساعد عائلات 11 سبتمبر، والمستجيبين الأوائل والمحاربين القدامى على إعادة البناء جزئيًا من الأموال التي تم جمعها من خلال سباقات خيرية على مستوى البلاد. يخلد اسم المنظمة ذكرى هروب سيلر إلى مركز التجارة العالمي قبل مقتله.
واجهت المؤسسة جدلاً بسبب تحويل الأموال التي تم جمعها ظاهريًا لعائلات المستجيبين الأوائل لهجمات 11 سبتمبر إلى تقديم المساعدة المالية بدلاً من ذلك إلى عمدة نيويورك السابق رودي جولياني.
تدير المؤسسة أيضًا قرية دعونا نفعل الخير، وهي منطقة تضم 100 منزل في لاند أو ليكس بولاية فلوريدا، مخصصة بشكل خاص للمحاربين القدامى والمستجيبين الأوائل وعائلاتهم. منذ عام 2021، دفعت المؤسسة حوالي 30 قرضًا عقاريًا لعائلات المستجيبين الأوائل في جميع أنحاء الولايات المتحدة، بما في ذلك عائلة داريان جاروت.